# Nyctophilus
Genre
Nyctophilus est un genre de chauves-souris.

## Liste des espèces
- Nyctophilus arnhemensis Johnson, 1959
- Nyctophilus geoffroyi Leach, 1821
- Nyctophilus gouldi Tomes, 1858
- Nyctophilus heran Kitchener, How and Maharadatunkamsi, 1991
- Nyctophilus microdon Laurie and Hill, 1954
- Nyctophilus microtis Thomas, 1888
- Nyctophilus timoriensis (E. Geoffroy, 1806)
- Nyctophilus walkeri Thomas, 1892
- Nyctophilus nebulosus Nyctophile nébuleux ou Nyctophile néo-calédonien, de découverte récente